# Quimioembolización transarterial

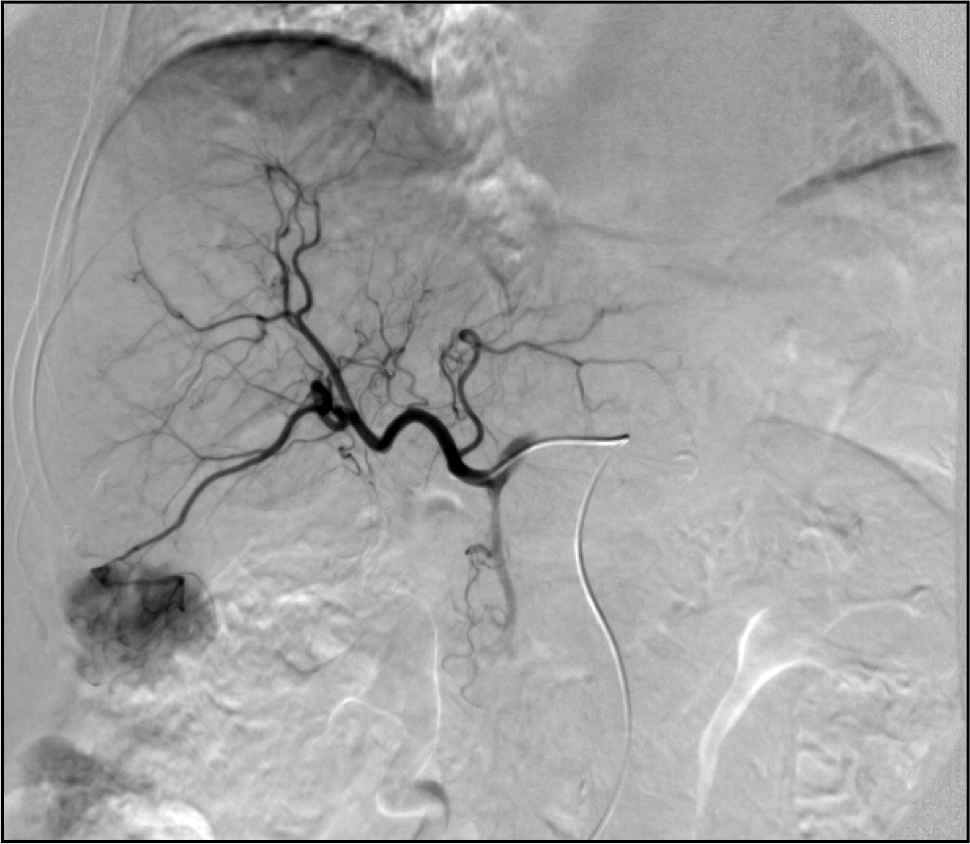
Arteriografia selectiva de la arteria hepática que muestra hipervascularización tumoral en segmento inferior

La quimioembolización transarterial, también llamada TACE por las iniciales de su denominación en inglés (Transcatheter Arterial Chemoembolization), es un procedimiento terapéutico mínimamente invasivo que se emplea en radiología intervencionista para restringir el suministro de sangre a un tumor. Combina quimioterapia con embolización, por ello se emplea el término quimioembolización. La quimioterapia puede administrarse emulsionada en lipiodol o incorporada a las partículas de embolización. Estas partículas bloquean el suministro de sangre al tumor e inducen citotoxicidad, atacando al tumor de varias maneras. El análogo con radioterapia, es decir la combinación de radioterapia con embolización, se llama radioembolización o terapia de radiación interna selectiva (SIRT por las iniciales de Selective Internal Radiation Therapy).

## Principios
La quimioembolización tiene su efecto beneficioso por dos mecanismos primarios. Los tumores hepáticos están irrigados mayormente por la arteria hepática propia, por lo que la embolización bloquea la llegada de sangre al tumor y provoca la muerte del tejido tumoral. En segundo lugar, la administración de la quimioterapia de forma selectiva permite la administración de una dosis más alta en el tejido al mismo tiempo que reduce la exposición sistémica, que es típicamente el factor limitante de la dosis. Este efecto se potencia por el hecho de que el fármaco quimioterapéutico no se lava fuera del lecho vascular del tumor por el flujo sanguíneo después de la embolización. Esto resulta en una mayor concentración del fármaco que entra en contacto con el tumor durante un periodo más largo de tiempo.

## Aplicaciones terapéuticas
La quimioembolización se ha usado ampliamente para el tratamiento de los tumores primarios del hígado o carcinoma hepatocelular en pacientes que no son candidatos a tratamientos curativos.
La quimiembolización hepática es la única terapia paliativa que ha demostrado mejorar la supervivencia del carcinoma hepatocelular en estadio intermedio de la clasificación internacional BLCL (Barcelona clinic liver cancer staging classification). También ha sido utilizada como una alternativa a tratamientos curativos en tumores en un estadio temprano y en pacientes con recurrencia regional del tumor después de una resección o un tratamiento ablativo. 
Otros tumores malignos que pueden ser tratados mediante quimioembolización incluyen los tumores neuroendocrinos, el melanoma ocular, el colangiocarcinoma,  el sarcoma y el carcinoma de colon con metástasis.

## Procedimiento
La quimioembolización es un procedimiento de radiología intervencionista  realizado en la sala de angiografía. El procedimiento se realiza bajo anestesia local y según la técnica de Seldinger a través de una arteria periférica. Habitualmente se utiliza como acceso la arteria femoral común aunque puede accederse a través de las arterias axilar, humeral o radial Previamente a la quimioembolización debe realizarse una angiografía del tronco celiaco, de la arteria mesentérica superior y de la arteria hepática común con el objetivo de valorar las posibles variantes anatómicas, confirmar la permeabilidad portal y estudiar la localización y la vascularización de las lesiones tumorales hepáticas.
A continuación se introduce un microcatéter de forma selectiva a las arterias nutrícias de la lesión tumoral. Esto se hace para maximizar la cantidad de la dosis de quimioterapia que se dirige al tumor y minimizar la cantidad del agente quimioterapéutico que podrían dañar el tejido hepático normal.
Una vez cateterizado el vaso nutricio tumoral, se suministran las partículas cargadas con el agente de quimioterapia a través del catéter. Una vez finalizado el procedimiento, se retira el catéter y el introductor, aplicando presión en el sitio de entrada para impedir hemorragia. El paciente debe permanecer tumbado durante varias horas después del procedimiento para permitir que la arteria perforada para sanar. El paciente a menudo permanecerá ingresado durante una noche para observación y probablemente será dado de alta al día siguiente. La eficacia del procedimiento se evalúa al cabo de unas semanas mediante tomografía computarizada para comprobar la respuesta del tumor al procedimiento.

## Agentes
- Lipiodol - mezclado con agentes quimioterapéuticos (El lipiodol no es oclusivo, se combina con Gelfoam, Ivalon, u otras partículas).

- Partículas liberadoras de fármacos -  liberación lenta y sostenida del fármaco cargado en las partículas, que tienen un efecto embólico y conducen a la isquemia tumoral.

- Microesferas Degradables de Almidón EmboCept S.

## Efectos adversos
Como con cualquier procedimiento intervencionista, hay un pequeño riesgo de hemorragia y / o daño de los vasos sanguíneos. Se puede desarrollar un pseudoaneurisma en el sitio de punción en la arteria femoral. Durante el procedimiento se utilizan medios de contraste que pueden provocar una reacción alérgica.  Durante la embolización puede producirse reflujo de material embólico al tejido sano circundante, pudiendo causar complicaciones como la ulceración del intestino o colecistitis.  La quimioembolización hepática induce necrosis del tumor en más de 50% de los pacientes; la necrosis resultante libera citoquinas y otros mediadores de la inflamación en el torrente sanguíneo. El síndrome de postembolización es el efecto adverso más frecuente y consiste en dolor, fiebre y malestar general autolimitado.